# Veronika Stallmaier
Veronika Stallmaier, née Wallinger, née le 30 juillet 1966 à St. Kolomann, est une ancienne skieuse alpine autrichienne.

## Palmarès

### Jeux olympiques
| Épreuve / Édition | Sarajevo 1984 | Albertville 1992 |
| Descente          | 10e           | Bronze           |

### Championnats du monde
| Épreuve / Édition | Bormio 1985 | Vail 1989 |
| Descente          | -           | 15e       |
| Combiné           | 8e          | -         |

## Coupe du monde
- Meilleur résultat au classement général : 13e en 1991
  - 6 podiums

### Différents classements en coupe du monde
| Saison / Épreuve | Saison / Épreuve | Général | Général | Descente | Descente | Super-G | Super-G | Combiné | Combiné |
| ---------------- | ---------------- | ------- | ------- | -------- | -------- | ------- | ------- | ------- | ------- |
| Saison / Épreuve | Saison / Épreuve | Class.  | Points  | Class.   | Points   | Class.  | Points  | Class.  | Points  |
| 1984             | 1984             | 53e     | 16      | 34e      | 7        | -       | -       | 20e     | 9       |
| 1985             | 1985             | 56e     | 14      | 29e      | 7        | -       | -       | 21e     | 7       |
| 1986             | 1986             | 46e     | 26      | 17e      | 26       | -       | -       | -       | -       |
| 1987             | 1987             | 71e     | 6       | 31e      | 6        | -       | -       | -       | -       |
| 1988             | 1988             | 22e     | 59      | 4e       | 59       | -       | -       | -       | -       |
| 1989             | 1989             | 15e     | 78      | 5e       | 65       | 12e     | 13      | -       | -       |
| 1990             | 1990             | 14e     | 102     | 6e       | 69       | 10e     | 33      | -       | -       |
| 1991             | 1991             | 13e     | 84      | 5e       | 74       | 22e     | 10      | -       | -       |
| 1992             | 1992             | 29e     | 282     | 12e      | 202      | 24e     | 80      | -       | -       |
| 1993             | 1993             | 40e     | 177     | 20e      | 142      | 29e     | 35      | -       | -       |

## Arlberg-Kandahar
- Meilleur résultat : 5e place dans la descente 1993-94 à Sankt Anton